# Голуалоа (Гаваї)
Голуалоа (англ. Holualoa) — переписна місцевість (CDP) в США, в окрузі Гаваї штату Гаваї. Населення — 2994 особи (2020).

## Географія
Голуалоа розташована за координатами 19°37′35″ пн. ш. 155°54′37″ зх. д. / 19.62639° пн. ш. 155.91028° зх. д. (19.626487, -155.910346). За даними Бюро перепису населення США в 2010 році переписна місцевість мала площу 37,15 км², з яких 34,19 км² — суходіл та 2,97 км² — водойми.

## Демографія
Згідно з переписом 2010 року, у переписній місцевості мешкало 8538 осіб у 3433 домогосподарствах у складі 2131 родини. Густота населення становила 230 осіб/км². Було 4764 помешкання (128/км²).
Расовий склад населення:
| - 55,0 % — білих - 16,3 % — азіатів - 5,9 % — вихідців з тихоокеанських островів - 0,7 % — чорних або афроамериканців - 0,4 % — корінних американців - 2,2 % — осіб інших рас |

До двох чи більше рас належало 19,5 %. Частка іспаномовних становила 9,5 % від усіх жителів.
За віковим діапазоном населення розподілялося таким чином: 19,4 % — особи молодші 18 років, 65,5 % — особи у віці 18—64 років, 15,1 % — особи у віці 65 років та старші. Медіана віку мешканця становила 43,7 року. На 100 осіб жіночої статі у переписній місцевості припадало 101,5 чоловіків; на 100 жінок у віці від 18 років та старших — 100,5 чоловіків також старших 18 років.
Середній дохід на одне домашнє господарство становив 84 026 доларів США (медіана — 69 444), а середній дохід на одну сім'ю — 91 879 доларів (медіана — 69 427). Медіана доходів становила 44 650 доларів для чоловіків та 33 763 долари для жінок. За межею бідності перебувало 11,7 % осіб, у тому числі 13,6 % дітей у віці до 18 років та 4,5 % осіб у віці 65 років та старших.
Цивільне працевлаштоване населення становило 4372 особи. Основні галузі зайнятості: роздрібна торгівля — 21,8 %, мистецтво, розваги та відпочинок — 18,6 %, науковці, спеціалісти, менеджери — 17,0 %.

## Персоналії
- Гарольд Саката (1920—1982) — олімпііський важкоатлет, професійний реслер та кіноактор японо-американського походження.